# Lago Groom

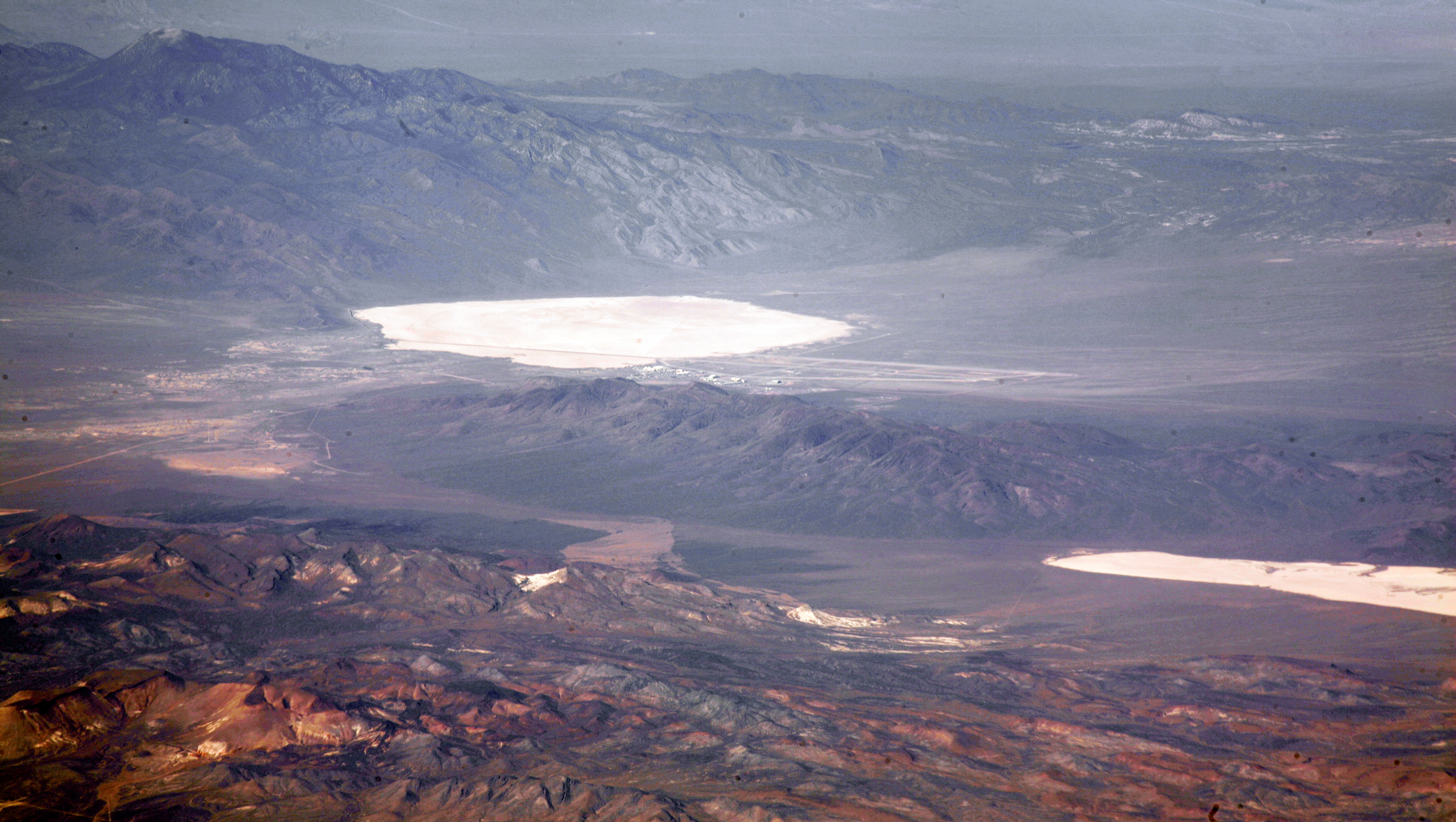
Fotografia aérea da Área 51 e do Lago Groom (ao norte).

O lago Groom é um salar em Nevada, nos Estados Unidos, localizado a 40 km (25 milhas) ao sul da localidade de Rachel. Se tornou conhecido pela presença da Área 51, que está localizada ao sul do lago, mas o leito deste também é usado pela Força Aérea dos Estados Unidos, com várias pistas de pouso construídas sobre o lago. Mede cerca de 6 km (3,7 milhas) de norte a sul, e 4,8 km (3 milhas) de leste a oeste no seu ponto mais largo.